# Arnold Kopelson
Arnold Kopelson (Nueva York, Estados Unidos, 14 de febrero de 1935-Beverly Hills, California, 8 de octubre de 2018) fue un productor estadounidense galardonado por la Academia de Artes y Ciencias Cinematográficas.
Entre sus películas están Platoon, Seven, Outbreak, El fugitivo y The Devil's Advocate.

## Biografía
Después de obtener un Doctorado en Jurisprudencia de la Facultad de Derecho de Nueva York, Kopelson practicó el derecho bancario y del espectáculo, especializándose en la financiación de películas, y durante muchos años actuó como asesor de numerosos bancos e instituciones financieras al servicio de la industria cinematográfica.
Más tarde, Kopelson formó Inter-Ocean Film Sales, Ltd. con Anne Feinberg , quien se convertiría en su esposa, para representar a los productores cinematográficos independientes en la concesión de licencias para sus películas en todo el mundo y también para financiar la producción cinematográfica. Los Kopelson ahora producen películas juntos.
Arnold Kopelson ha producido 29 películas. Ha sido honrado con un Premio de la Academia a la Mejor Película , un Globo de Oro y un Premio Independent Spirit, todo por su producción de Platoon. Recibió una nominación al Premio de la Academia a la Mejor Película por su producción de El fugitivo. Las películas de Kopelson han sido colectivamente responsables de 17 nominaciones a los Premios de la Academia y más de $ 2.5 mil millones en ingresos en todo el mundo.
Kopelson fue nombrado Productor del Año por la Asociación Nacional de Propietarios de Teatros, fue honrado con un Premio a la Trayectoria Cinematográfica de Cinema Expo International, recibió el Premio al Espectáculo Cinematográfico de Publicist Guild of America y fue incluido en Variety's Show Biz Expo. Salón de la Fama. También recibió otros premios por sus producciones de Outbreak , Se7en y Devil's Advocate y fue honrado además por el Festival de Cine de Deauville con su premio más alto por su importante contribución a la industria del entretenimiento.
La última producción de Kopelson fue la película Twisted de 2004 , protagonizada por Ashley Judd , Samuel L. Jackson y Andy García , y dirigida por Philip Kaufman para Paramount Pictures . Recientemente produjo Don't Say A Word , protagonizada por Michael Douglas para 20th Century Fox , y Joe Somebody, protagonizada por Tim Allen para 20th Century Fox.
Kopelson también produjo A Perfect Murder , también protagonizada por Michael Douglas y Gwyneth Paltrow , US Marshals , protagonizada por Tommy Lee Jones , la película dirigida por Costa Gavras, Mad City , protagonizada por Dustin Hoffman y John Travolta , y Devil's Advocate, protagonizada por Al Pacino y Keanu Reeves .

## Vida personal
Kopelson se casó dos veces. En 1959 se casó con Joy (de soltera Stern). Tuvieron una hija, Stephanie Lisa Kopelson Goldman, y dos hijos, Peter Laurence Kopelson y Evan Jared Kopelson. Su primera esposa murió de cáncer en 1975, y en 1976 se casó con su socia comercial y exsecretaria, Anne Feinberg.
Kopelson murió en su casa de Beverly Hills el 8 de octubre de 2018, a los 83 años.

## Premios y distinciones
Premios Óscar
| Año  | Categoría                 | Película    | Resultado |
| ---- | ------------------------- | ----------- | --------- |
| 1987 | Óscar a la mejor película | Platoon     | Ganador   |
| 1994 | Óscar a la mejor película | El fugitivo | Nominado  |